# Prihradzany
Prihradzany (in ungherese Kisperlász) è un comune della Slovacchia facente parte del distretto di Revúca, nella regione di Banská Bystrica.